# The White Horseman
The White Horseman, também conhecido como Opals of Evil, é um seriado estadunidense de 1921, gênero Western, dirigido por Ford Beebe, Albert Russell e J. P. McGowan, em 18 capítulos, estrelado por Art Acord e Eva Forrestor. Produzido e distribuído pela Universal Pictures, veiculou nos cinemas estadunidenses entre 30 de maio e 26 de setembro de 1921.
Considerado perdido, apenas alguns trechos deste seriado sobreviveram.

## Elenco
- Art Acord … Wayne Allen / The White Horseman
- Eva Forrestor … Jean Ramsey (creditada Iva Forrester)
- Duke R. Lee … John Ramsey / Sam Ramsey / The Mummy Man
- Beatrice Dominguez … Zona
- Hank Bell … The White Spider
- Tote Du Crow … Cuevas
- Marie Tropic … Onava

## Capítulos
1. Cave of Despair
2. The Spider's Web
3. The Mummy Man
4. The Death Trap
5. Trails of Treachery
6. Furnace of Fear
7. Brink of Eternity
8. Pit of Evil
9. The Opal Bracelet
10. In the Enemy's Hands
11. A Race with Death
12. The Bridge of Fear
13. The Hill of Horror
14. A Jest of Fate
15. A Conquest of Courage
16. Fire of Fury
17. The Wings of Destiny
18. The Avenging Conscience

## Detalhes da produção
O seriado foi baseado na lenda de uma tribo de índios em San Pedro, que vivia no interior de uma montanha da qual estendiam seus domínios através de uma porta ardilosamente escondida, retornando à noite e fechando a porta atrás deles.
Durante as filmagens do seriado, a atriz Beatrice Dominguez morreu, aos 24 anos, devido a uma apendicite.